# A Close Shave
Wallace and Gromit: A Close Shave (Dịch tiếng việt: Wallece và Gromit: Một lần suýt chết) là một bộ phim Hoạt hình tĩnh vật của Anh sản xuất bởi Aardman Animations cùng với Wallace and Gromit Ltd , BBC Bristol và BBC Children's International .Đây là bộ thứ ba có nhân vật chính là Wallace và Gromit,sau A Grand Day Out (1989) và The Wrong Trousers (1993).Bộ phim này đã giành được giải Giải Oscar cho phim hoạt hình xuất sắc nhất lần thứ 69 vào năm 1996  A Close Shave cũng chứng kiến sự xuất hiện đầu tiên của Shaun,sau này Shaun được được làm nhân vật chính trong bộ phim hoạt hình Chú cừu Shaun.

## Cốt truyện
62 Phố Tây Wallaby. Một đêm nọ, một chiếc xe tải chở đầy cừu dừng lại ở một ngọn đèn bên ngoài nhà của Wallace và Gromit , những người đã trở thành người lau cửa sổ và cửa sổ. Một trong số họ trốn thoát và quay trở lại nhà. Chiếc xe tải khởi động lại và rời đi.

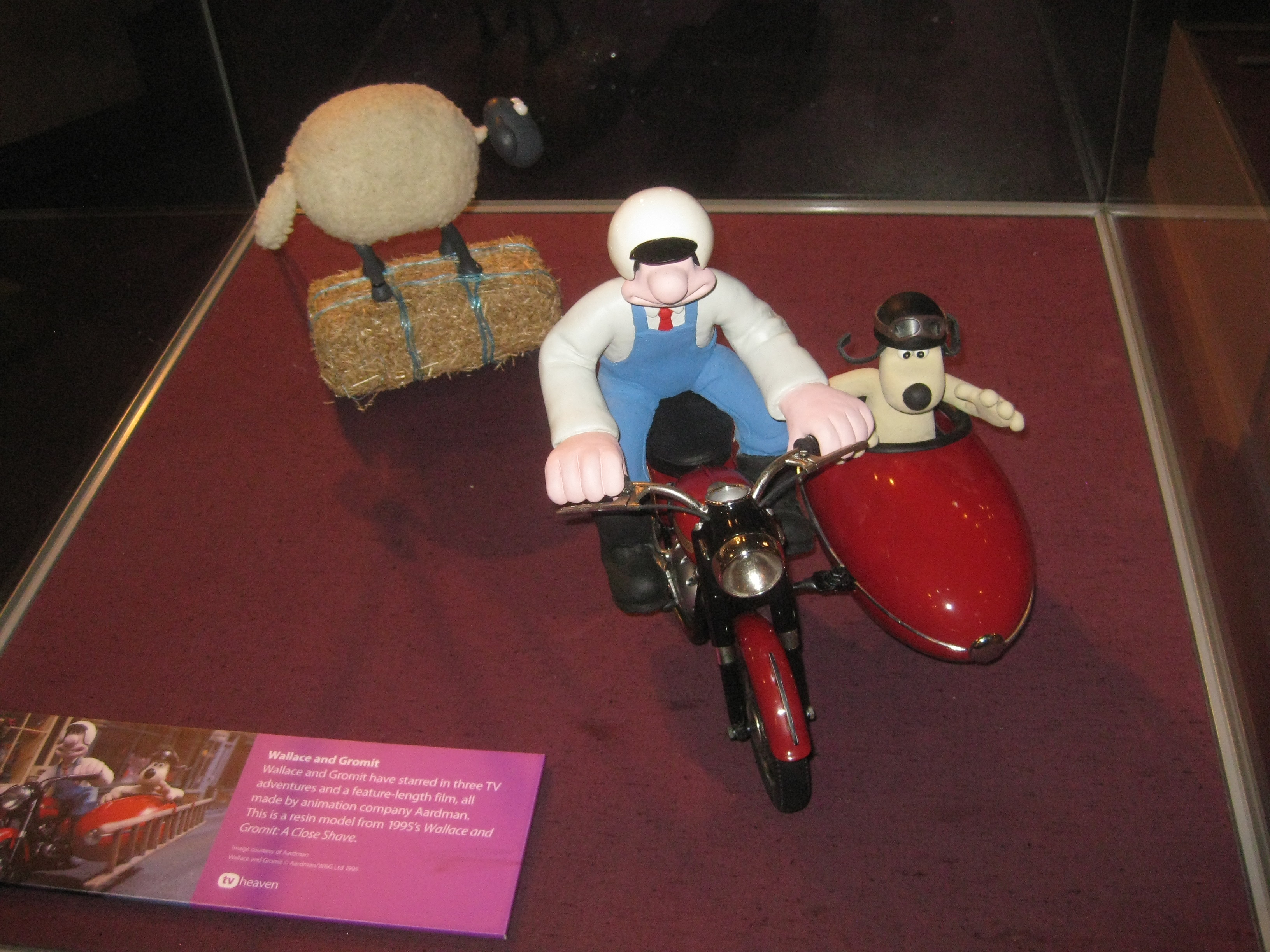
Mô hình được sử dụng trong phim,được trưng bày tại Bảo tàng Truyền thông Quốc gia ở Bradford

Ngày hôm sau, Wallace phải đối phó với ý tưởng bất chợt về khẩu súng thần công nấu cháo do anh sáng chế, thứ đang gặp trục trặc. Gromit nhận thấy rằng dây của máy đã bị gặm một phần. Nghĩ đến những con chuột, Wallace cũng thấy rằng kho cháo và pho mát của mình không được tha. Sau đó, anh ta nhận được một cuộc gọi từ một khách hàng, một người bán len.
Đến ngay tại chỗ, trong khi Gromit lau cửa sổ, Wallace gặp Gwendoline Culdebelier , người đã nhận cơ sở từ cha cô, người phát minh ra bang của cô. Cô đi cùng với Preston , một con chó trông hung dữ, rời khỏi cửa hàng ngay sau đó. Con chó đến gặp Wallace và Gromit và lần theo dấu vết của những con cừu bỏ trốn. Tuy nhiên, anh ta bị gián đoạn bởi sự trở lại của hai đồng phạm, và phải trốn trong hầm.
Trở về nhà, Wallace và Gromit phát hiện ra ngôi nhà lộn xộn, cũng như đàn cừu bẩn thỉu và đói khát. Wallace quyết định cho anh ta tắm bằng chiếc máy do anh ta sáng chế. Hệ thống gặp trục trặc và đưa con cừu vào một chiếc máy cạo râu tự động, chiếc máy này ngay lập tức đan một chiếc áo len nhỏ bằng len của con vật. Bất chấp sự cố bất cẩn này, Wallace tuyên bố kết luận về việc giặt giũ, và mang theo con cừu mà anh ta gọi là Shaun và người mà anh ta bắt anh ta mặc chiếc áo len dệt kim. Ngay sau đó, Preston ra khỏi nơi ẩn náu của mình và phát hiện ra kế hoạch của cỗ máy mà anh ta mang theo bên mình.
Ngày hôm sau, Wallace và Gromit đảm nhiệm việc lau chùi đồng hồ của thị trấn, với sự trợ giúp của khẩu pháo cháo đã được chuyển đổi. Trong khi Wallace đến chào Gwendoline, Gromit đi theo Shaun, người đi cùng họ. Sau khi rơi vào một cái bẫy do Preston giăng ra, anh ta thả khoảng mười lăm con cừu từ xe tải của người sau, và bị nhốt ở đó trong khi cố gắng cởi trói cho Shaun. Đàn cừu tràn vào cửa hàng, mang Wallace ra khỏi Gwendoline, người mà anh ấy sẽ thổ lộ tình cảm của mình. Bị Preston bắt cóc, Gromit bị đưa ra trước công lý, bị buộc tội với bằng chứng giả là kẻ trộm cừu bị truy nã, và cuối cùng bị kết án tù chung thân.
Trong tù, Gromit nhận được một câu đố, sau khi giải được, yêu cầu anh ta sẵn sàng vào một thời điểm cụ thể. Lúc tám giờ, Shaun xuất hiện ở cửa sổ nhà tù và dùng cưa điện cưa xuyên qua song sắt. Wallace xoay sở với sự giúp đỡ của bầy cừu để giúp bạn mình trốn thoát. Ngay sau đó, khi trốn cảnh sát trong một đồng cỏ cùng với bầy cừu, họ bất ngờ đưa Gwendoline và Preston, những kẻ trộm cừu thực sự, bắt cừu đi trong xe tải của họ. Trong khi Preston định đe dọa Shaun, người vẫn ở lại, Gwendoline đã ngăn anh ta lại và nói với anh ta về sự bực tức của cô ấy đối với những vụ trộm này. Cô ấy bị nhốt cùng với Shaun và những con cừu khác trong xe tải.
Wallace và Gromit bắt đầu đuổi theo chiếc xe bằng chiếc mô tô sidecar của họ. Trên đường đi, sự gắn bó giữa hai phần của chiếc xe của họ nhường đường. Gromit sống sót sau một cú ngã chết người xuống khe núi bằng cách biến chiếc xe phụ của mình thành một chiếc máy bay và nạp cháo cho khẩu pháo của chiếc sau. Trong khi đó, Wallace đưa đàn cừu ra khỏi xe tải, chúng leo lên chiếc mô tô do Shaun lái. Nhưng bất chấp sự can thiệp của Gromit, một cú phanh đột ngột của Preston đã khiến Wallace và đàn cừu quay trở lại thùng xe tải, sau đó chiếc xe này đi vào một nhà kho bí mật. Gromit, người cùng chiếc máy bay của mình phải tránh đồng hồ thành phố, đã mất dấu anh ta.
Trong nhà kho, Preston đưa Wallace, Gwendoline và đàn cừu đến một bản sao cỗ máy của Wallace, được chế tạo từ các kế hoạch bị đánh cắp. Nhưng Shaun, người đã trốn thoát, cố gắng báo cáo vị trí của họ cho Gromit, người lao vào nhà chứa máy bay bằng máy bay của mình, ném cháo vào Preston. Tuy nhiên, con chó đã vô hiệu hóa được máy bay và Gromit bị đẩy ra ngoài.
Nhưng Shaun quản lý để đưa Preston vào máy cắt cỏ, nơi Gromit chọn tùy chọn "cạo sạch". Máy chạy và đan áo len từ lông chó trước khi bị phá hủy từ bên trong. Gwendoline sau đó nói với Wallace rằng Preston là một người máy do cha cô phát minh ra. Sau đó, cyber-bulldog thoát ra, nhưng bị phân tâm bởi một chiếc máy đang luồn chiếc áo len dệt kim vào người anh ta. Bị mù, anh ta kích hoạt một cỗ máy khác, một chiếc máy băm thịt cừu, và Gromit đẩy anh ta lên băng chuyền của chiếc máy này. Cuối cùng, Shaun là người xoay sở để đưa rô-bốt vào hàm của máy, biến nó thành bột nhão cơ học ngay lập tức.
Vài ngày sau, Gwendoline đến thăm Wallace, cùng với Preston, người mà nhà phát minh đã xây dựng lại theo một phiên bản ngoan ngoãn hơn. Wallace đề nghị cô ấy đến để chia sẻ một miếng pho mát, nhưng Gwendoline bị dị ứng với nó. Sau đó cô ấy rời khỏi Wallace. Bực mình khi biết chúng tôi không chịu nổi pho mát, Wallace đổi ý và nhấc chiếc chuông của chiếc này lên để nếm thử. Ở đó, anh phát hiện ra Shaun, người đã ăn tất cả mọi thứ.

## Diễn viên lồng tiếng
- Peter Sallis trong vai Wallace
- Anne Reid trong vai Wendolene Ramsbottom

## Thành tích
A Close Shave nhân được Giải Oscar lần thứ 69 vào năm 1996 
Theo trang Rotten Tomatoes , A Close Shave đạt số điểm tuyệt đối 100% dựa trên 19 bài phê bình, với điểm đánh giá trung bình là 8,6/10.
Còn đối với IDM thì A Close Shave  đạt được 8.1/10 điểm